# Martianerna
Martianerna (finska: Maaliskuulaiset) var en grupp framträdande unga konstnärer som ställde ut tillsammans 1964–1969. I den första utställningen 1964 deltog tretton konstnärer och i den sista sjutton. Finska konstföreningen ordnade 1989, 25 år efter den första utställningen, en uppvisning av fjorton konstnärer som medverkat i Martianerna. Dessa var: Mauri Favén, Mauno Hartman, Erkki Heikkilä, Reino Hietanen, Heikki Häiväoja, Kimmo Kaivanto, Ahti Lavonen, Kauko Lehtinen, Laila Pullinen, Ulla Rantanen, Jaakko Sievänen, Kain Tapper, Esko Tirronen och Antti Vuori. Till Martianerna hörde konstnärer vilka alla hade genomgått Finlands konstakademis skola och som först med stor entusiasm tolkade de nya strömningarna under 1960-talet, bland annat informalism, nyexpressionism och kinetism i finländsk konst. 